# Fotballklubben Bodø/Glimt 2015
Questa voce raccoglie le informazioni riguardanti il Fotballklubb Bodø/Glimt nelle competizioni ufficiali della stagione 2015.

## Stagione
Il Bodø/Glimt ha chiuso la stagione al 9º posto finale, mentre l'avventura nel Norgesmesterskapet 2015 è terminata al terzo turno, con l'eliminazione per mano del Tromsdalen. Il calciatore più utilizzato in stagione è stato Fitim Azemi con 33 presenze (30 in campionato, 3 in coppa). Alexander Sørloth è stato invece il miglior marcatore con 16 reti (13 in campionato e 3 in coppa).

## Maglie e sponsor
Lo sponsor tecnico per la stagione 2015 è stato Diadora, mentre lo sponsor ufficiale è stato SpareBank 1. La divisa casalinga era composta da una maglietta completamente giallo ocra, con inserti neri. La divisa da trasferta fu invece totalmente nera.
| Casa | Trasferta |

## Rosa
| N. |                        | Ruolo | Calciatore          |
| -- | ---------------------- | ----- | ------------------- |
| 1  | Estonia (bandiera)     | P     | Pavel Londak        |
| 2  | Norvegia (bandiera)    | D     | Ruben Imingen       |
| 3  | Stati Uniti (bandiera) | D     | Zarek Valentin      |
| 4  | Portogallo (bandiera)  | D     | Joshua Silva        |
| 5  | Norvegia (bandiera)    | C     | Thomas Jacobsen     |
| 6  | Norvegia (bandiera)    | C     | Anders Karlsen      |
| 7  | Senegal (bandiera)     | C     | Papa Alioune Ndiaye |
| 8  | Norvegia (bandiera)    | C     | Henrik Furebotn     |
| 9  | Norvegia (bandiera)    | A     | Jim Johansen        |
| 10 | Norvegia (bandiera)    | A     | Fitim Azemi         |
| 11 | Norvegia (bandiera)    | A     | Alexander Sørloth   |
| 12 | Norvegia (bandiera)    | P     | Jonas Kolstad       |
| 14 | Norvegia (bandiera)    | C     | Ulrik Saltnes       |
| 15 | Nigeria (bandiera)     | C     | Dominic Chatto      |
| 16 | Norvegia (bandiera)    | C     | Morten Konradsen    |
| 18 | Norvegia (bandiera)    | D     | Brede Moe           |

| N. |                        | Ruolo | Calciatore            |
| -- | ---------------------- | ----- | --------------------- |
| 19 | Norvegia (bandiera)    | C     | Erik Tønne            |
| 20 | Norvegia (bandiera)    | C     | Ulrik Berglann        |
| 21 | Norvegia (bandiera)    | C     | Daniel Edvardsen      |
| 22 | Norvegia (bandiera)    | C     | Martin Pedersen       |
| 23 | Senegal (bandiera)     | C     | Vieux Sané            |
| 24 | Norvegia (bandiera)    | D     | Kristian Brix         |
| 25 | Norvegia (bandiera)    | P     | Lasse Staw            |
| 26 | Stati Uniti (bandiera) | C     | Danny Cruz            |
| 27 | Norvegia (bandiera)    | C     | Patrick Berg          |
| 29 | Norvegia (bandiera)    | C     | Vebjørn Walnum Vinje  |
| 30 | Norvegia (bandiera)    | A     | Trond Olsen           |
| 31 | Norvegia (bandiera)    | P     | Alexei Peatcov        |
| 32 | Norvegia (bandiera)    | C     | Patrik Vold Svendsen  |
| 33 | Norvegia (bandiera)    | D     | James Ainasoja        |
| 34 | Norvegia (bandiera)    | D     | Fredrik André Bjørkan |
| 35 | Norvegia (bandiera)    | C     | Sidad Najah Chooly    |

## Calciomercato

### Sessione invernale(dal 01/01 al 31/03)
| Arrivi           | Arrivi            | Arrivi             | Arrivi        |
| R.               | Nome              | da                 | Modalità      |
| ---------------- | ----------------- | ------------------ | ------------- |
| D                | Brede Moe         | Rosenborg          | definitivo    |
| D                | Joshua Silva      |                    | svincolato    |
| C                | Danny Cruz        | Philadelphia Union | prestito      |
| C                | Henrik Furebotn   |                    | svincolato    |
| A                | Fitim Azemi       | Follo              | definitivo    |
| A                | Alexander Sørloth | Rosenborg          | prestito      |
| Altre operazioni |                   |                    |               |
| R.               | Nome              | da                 | Modalità      |
| A                | Jim Johansen      | Bryne              | fine prestito |

| Partenze         | Partenze          | Partenze       | Partenze      |
| R.               | Nome              | a              | Modalità      |
| ---------------- | ----------------- | -------------- | ------------- |
| D                | Thomas Braaten    |                | svincolato    |
| C                | Daniel Berntsen   | Rosenborg      | fine prestito |
| C                | Mathias Normann   | Alta           | prestito      |
| A                | Jim Johansen      | Sogndal        | prestito      |
| A                | Abdurahim Laajab  | Hebei CFFC     | definitivo    |
| A                | Moustapha N'Diaye | Slovan Liberec | fine prestito |
| A                | Dane Richards     |                | svincolato    |
| Altre operazioni |                   |                |               |
| R.               | Nome              | da             | Modalità      |
| D                | Brede Moe         | Rosenborg      | fine prestito |

### Sessione estiva(dal 22/07 al 18/08)
| Arrivi | Arrivi       | Arrivi      | Arrivi        |
| R.     | Nome         | da          | Modalità      |
| ------ | ------------ | ----------- | ------------- |
| C      | Erik Tønne   | Sandnes Ulf | definitivo    |
| A      | Jim Johansen | Sogndal     | fine prestito |

| Partenze | Partenze            | Partenze         | Partenze   |
| R.       | Nome                | a                | Modalità   |
| -------- | ------------------- | ---------------- | ---------- |
| P        | Alexei Peatcov      | Eidsvold Turn    | prestito   |
| D        | Joshua Silva        | Viktoria Berlino | definitivo |
| C        | Ulrik Berglann      | Strømmen         | prestito   |
| C        | Papa Alioune Ndiaye | Ankaraspor       | definitivo |
| C        | Martin Pedersen     | Finnsnes         | prestito   |

## Risultati

### Eliteserien

#### Girone di andata
| Arbitro: | Hansen (Feda) |

|                              |           |              |
| Gabrielsen 6’ Mendy 60’, 64’ | Marcatori | 64’ Furebotn |

| Arbitro: | Hafsås (Trondheim) |

|                   |           |                                 |
| Forren 78’ (aut.) | Marcatori | 17’, 60’ Kamara 88’ Elyounoussi |

| Arbitro: | Kjensli (Oslo) |

|                      |           |                                                    |
| Olsen 35’ Ndiaye 41’ | Marcatori | 10’ Johnsen 38’ Hagen 71’ Nordkvelle 82’ Halvorsen |

| Arbitro: | Johansen (Brevik) |

|                                 |           |                                            |
| Heieren Hansen 20’ Ernemann 52’ | Marcatori | 22’ (rig.) Azemi 75’ (aut.) Heieren Hansen |

| Arbitro: | Lundby (Bøverbru) |

|           |           |                             |
| Azemi 84’ | Marcatori | 26’ Våge Nilsen 54’ Skjerve |

| Arbitro: | Hagen (Grue) |

|                          |           |  |
| James 22’ Abdellaoue 63’ | Marcatori |  |

| Arbitro: | Skjerven (Kaupanger) |

|                             |           |                                                                  |
| Moe 9’ Ndiaye 32’ Olsen 67’ | Marcatori | 5’ Adjei-Boateng 20’ Sørum 28’ Storflor 43’ Wikheim 88’ Kastrati |

| Arbitro: | Edvartsen (Hamar) |

|            |           |         |
| Vikstøl 8’ | Marcatori | 6’ Cruz |

| Arbitro: | Hobber Nilsen (Oslo) |

|            |           |  |
| Ndiaye 68’ | Marcatori |  |

| Arbitro: | Lundby (Bøverbru) |

|                                     |           |  |
| Knudtzon 15’ Kolstad 41’ Fofana 87’ | Marcatori |  |

| Arbitro: | Gya (Egersund) |

|                                                  |           |            |
| Furebotn 19’ Cruz 40’ Saltnes 61’ Olsen 70’, 87’ | Marcatori | 29’ Sundli |

| Arbitro: | Berntsen (Vang) |

|                                    |           |                      |
| Jalasto 31’ Asante 59’ Gorozia 68’ | Marcatori | 9’ Sørloth 90’ Olsen |

| Arbitro: | Rafiq (Oslo) |

|  |           |                                         |
|  | Marcatori | 14’ Berisha 22’ de Lanlay 35’ Adegbenro |

| Arbitro: | Moen (Haugesund) |

|                   |           |                       |
| Fredheim Holm 46’ | Marcatori | 81’ Sørloth 90’ Olsen |

| Arbitro: | Edvartsen (Hamar) |

|          |           |  |
| Olsen 2’ | Marcatori |  |

#### Girone di ritorno
| Arbitro: | Lundby (Bøverbru) |

|                     |           |                   |
| Semb Aasmundsen 90’ | Marcatori | 12’ Azemi 52’ Moe |

| Arbitro: | Hansen (Feda) |

|            |           |  |
| Ndiaye 63’ | Marcatori |  |

| Arbitro: | Hagen (Grue) |

|            |           |                            |
| Linnes 43’ | Marcatori | 21’ Valentin 36’ Konradsen |

| Arbitro: | Steen (Bergen) |

|                                             |           |              |
| Sørloth 12’, 66’, 76’, 90’ (rig.) Olsen 45’ | Marcatori | 10’ Salvesen |

| Arbitro: | Døvle (Larvik) |

|                                |           |           |
| Danielsen 63’ (rig.) Nisja 88’ | Marcatori | 54’ Azemi |

| Arbitro: | Johansen (Brevik) |

|                            |           |                                                      |
| Andreassen 16’ Skjerve 65’ | Marcatori | 17’ Chatto 30’ Sørloth 73’ (aut.) Bjørnbak 84’ Olsen |

| Arbitro: | Moen (Haugesund) |

|                            |           |           |
| Sørloth 38’, 89’ Olsen 88’ | Marcatori | 61’ Zajić |

| Arbitro: | Hobber Nilsen (Oslo) |

|                                  |           |           |
| Occéan 53’ (rig.) Nordkvelle 78’ | Marcatori | 86’ Tønne |

| Arbitro: | Hansen (Feda) |

|                     |           |            |
| Moe 3’ Furebotn 71’ | Marcatori | 17’ Fevang |

| Arbitro: | Edvartsen (Hamar) |

|                                              |           |               |
| Londak 62’ (aut.) Pedersen 87’ Tagbajumi 89’ | Marcatori | 90’ Konradsen |

| Arbitro: | Steen (Bergen) |

|           |           |           |
| Olsen 78’ | Marcatori | 60’ Brown |

| Arbitro: | Hobber Nilsen (Oslo) |

|               |           |           |
| Søderlund 79’ | Marcatori | 55’ Olsen |

| Arbitro: | Rafiq (Oslo) |

|  |           |                                  |
|  | Marcatori | 32’ Vilhjálmsson 77’, 90’ Friday |

| Arbitro: | Hagen (Grue) |

|                                    |           |             |
| Ondrášek 40’, 86’ Ingebrigtsen 51’ | Marcatori | 30’ Sørloth |

| Arbitro: | Skjerven (Kaupanger) |

|                                                           |           |                 |
| Olsen 47’ Konradsen 51’, 54’ Sørloth 64’ (rig.), 67’, 88’ | Marcatori | 14’ El Ghanassy |

### Norgesmesterskapet
| Kirkenes 22 aprile 2015, ore 17:00 Primo turno                                                      | Kirkenes  | 0 – 6 referto                                                     | Bodø/Glimt | Kirkenes Stadion (260 spett.) |
| \| \| \| \| \| \| Marcatori \| 7’, 29’, 40’ Azemi 39’ (aut.) Mikkelsen 52’ Saltnes 85’ Konradsen \| |           |                                                                   |            |                               |
| |           |                                                                   |            |                               |
| | Marcatori | 7’, 29’, 40’ Azemi 39’ (aut.) Mikkelsen 52’ Saltnes 85’ Konradsen |            |                               |

| Arbitro: | Isaksen |

|  |           |           |
|  | Marcatori | 76’ Azemi |

| Arbitro: | Hauge (Bergen) |

|                                                               |           |                       |
| Mienna 16’ Lysvoll 25’, 52’ Kjæve 40’ Jakobsen 68’ Ahamed 90’ | Marcatori | 44’ Azemi 61’ Sørloth |

## Statistiche

### Statistiche di squadra
| Competizione       | Punti | In casa | In casa | In casa | In casa | In casa | In casa | In trasferta | In trasferta | In trasferta | In trasferta | In trasferta | In trasferta | Totale | Totale | Totale | Totale | Totale | Totale | DR |
| Competizione       | Punti | G       | V       | N       | P       | Gf      | Gs      | G            | V            | N            | P            | Gf           | Gs           | G      | V      | N      | P      | Gf     | Gs     | DR |
| ------------------ | ----- | ------- | ------- | ------- | ------- | ------- | ------- | ------------ | ------------ | ------------ | ------------ | ------------ | ------------ | ------ | ------ | ------ | ------ | ------ | ------ | -- |
| Eliteserien        | 40    | 15      | 8       | 1       | 6       | 32      | 26      | 15           | 4            | 3            | 8            | 21           | 30           | 30     | 12     | 4      | 14     | 53     | 56     | -3 |
| Norgesmesterskapet | -     | 0       | 0       | 0       | 0       | 0       | 0       | 3            | 2            | 0            | 1            | 9            | 6            | 3      | 2      | 0      | 1      | 9      | 6      | +3 |
| Totale             | -     | 15      | 8       | 1       | 6       | 32      | 26      | 18           | 6            | 3            | 9            | 30           | 36           | 33     | 14     | 4      | 15     | 62     | 62     | 0  |

### Statistiche dei giocatori
| Giocatore        | Eliteserien | Eliteserien | Eliteserien | Eliteserien | Norgesmesterskapet | Norgesmesterskapet | Norgesmesterskapet | Norgesmesterskapet | Coppe europee | Coppe europee | Coppe europee | Coppe europee | Altre coppe | Altre coppe | Altre coppe | Altre coppe | Totale   | Totale | Totale      | Totale     |
| Giocatore        | Presenze    | Reti        | Ammonizioni | Espulsioni  | Presenze           | Reti               | Ammonizioni        | Espulsioni         | Presenze      | Reti          | Ammonizioni   | Espulsioni    | Presenze    | Reti        | Ammonizioni | Espulsioni  | Presenze | Reti   | Ammonizioni | Espulsioni |
| ---------------- | ----------- | ----------- | ----------- | ----------- | ------------------ | ------------------ | ------------------ | ------------------ | ------------- | ------------- | ------------- | ------------- | ----------- | ----------- | ----------- | ----------- | -------- | ------ | ----------- | ---------- |
| J. Ainasoja      | 0           | 0           | 0           | 0           | 0                  | 0                  | 0                  | 0                  |               |               |               |               |             |             |             |             | 0        | 0      | 0           | 0          |
| F. Azemi         | 30          | 4           | 0           | 0           | 3                  | 5                  | 0                  | 0                  |               |               |               |               |             |             |             |             | 33       | 9      | 0           | 0          |
| P. Berg          | 4           | 0           | 0           | 0           | 1                  | 0                  | 0                  | 0                  |               |               |               |               |             |             |             |             | 5        | 0      | 0           | 0          |
| U. Berglann      | 4           | 0           | 0           | 0           | 3                  | 0                  | 0                  | 0                  |               |               |               |               |             |             |             |             | 7        | 0      | 0           | 0          |
| F. Bjørkan       | 0           | 0           | 0           | 0           | 0                  | 0                  | 0                  | 0                  |               |               |               |               |             |             |             |             | 0        | 0      | 0           | 0          |
| K. Brix          | 19          | 0           | 3           | 0           | 2                  | 0                  | 0                  | 1                  |               |               |               |               |             |             |             |             | 21       | 0      | 3           | 1          |
| D. Chatto        | 19          | 1           | 5           | 0           | 2                  | 0                  | 0                  | 0                  |               |               |               |               |             |             |             |             | 21       | 1      | 5           | 0          |
| S. Chooly        | 0           | 0           | 0           | 0           | 0                  | 0                  | 0                  | 0                  |               |               |               |               |             |             |             |             | 0        | 0      | 0           | 0          |
| D. Cruz          | 15          | 2           | 3           | 0           | 1                  | 0                  | 0                  | 0                  |               |               |               |               |             |             |             |             | 16       | 2      | 3           | 0          |
| D. Edvardsen     | 17          | 0           | 0           | 0           | 1                  | 0                  | 0                  | 0                  |               |               |               |               |             |             |             |             | 18       | 0      | 0           | 0          |
| H. Furebotn      | 26          | 3           | 3           | 0           | 1                  | 0                  | 0                  | 0                  |               |               |               |               |             |             |             |             | 27       | 3      | 3           | 0          |
| R. Imingen       | 2           | 0           | 1           | 0           | 0                  | 0                  | 0                  | 0                  |               |               |               |               |             |             |             |             | 2        | 0      | 1           | 0          |
| T. Jacobsen      | 28          | 0           | 3           | 0           | 3                  | 0                  | 0                  | 0                  |               |               |               |               |             |             |             |             | 31       | 0      | 3           | 0          |
| J. Johansen      | 0           | 0           | 0           | 0           | -                  | -                  | -                  | -                  |               |               |               |               |             |             |             |             | 0        | 0      | 0           | 0          |
| A. Karlsen       | 19          | 0           | 0           | 0           | 1                  | 0                  | 0                  | 0                  |               |               |               |               |             |             |             |             | 20       | 0      | 0           | 0          |
| J. Kolstad       | 0           | -0          | 0           | 0           | 0                  | -0                 | 0                  | 0                  |               |               |               |               |             |             |             |             | 0        | 0      | 0           | 0          |
| M. Konradsen     | 27          | 4           | 0           | 0           | 2                  | 1                  | 1                  | 0                  |               |               |               |               |             |             |             |             | 29       | 5      | 1           | 0          |
| P. Londak        | 22          | -35         | 2           | 0           | 1                  | -6                 | 0                  | 0                  |               |               |               |               |             |             |             |             | 23       | -41    | 2           | 0          |
| B. Moe           | 27          | 3           | 1           | 1           | 2                  | 0                  | 0                  | 0                  |               |               |               |               |             |             |             |             | 29       | 3      | 1           | 1          |
| P. Ndiaye        | 16          | 4           | 3           | 0           | 2                  | 0                  | 1                  | 0                  |               |               |               |               |             |             |             |             | 18       | 4      | 4           | 0          |
| T. Olsen         | 29          | 13          | 3           | 0           | 2                  | 0                  | 0                  | 0                  |               |               |               |               |             |             |             |             | 31       | 13     | 3           | 0          |
| A. Peatcov       | 0           | -0          | 0           | 0           | 0                  | -0                 | 0                  | 0                  |               |               |               |               |             |             |             |             | 0        | 0      | 0           | 0          |
| M. Pedersen      | 0           | 0           | 0           | 0           | 0                  | 0                  | 0                  | 0                  |               |               |               |               |             |             |             |             | 0        | 0      | 0           | 0          |
| U. Saltnes       | 17          | 1           | 4           | 0           | 3                  | 1                  | 1                  | 0                  |               |               |               |               |             |             |             |             | 20       | 2      | 5           | 0          |
| V. Sané          | 25          | 0           | 7           | 0           | 1                  | 0                  | 1                  | 0                  |               |               |               |               |             |             |             |             | 26       | 0      | 8           | 0          |
| J. Silva         | 0           | 0           | 0           | 0           | 1                  | 0                  | 0                  | 0                  |               |               |               |               |             |             |             |             | 1        | 0      | 0           | 0          |
| A. Sørloth       | 26          | 13          | 2           | 0           | 3                  | 1                  | 0                  | 0                  |               |               |               |               |             |             |             |             | 29       | 14     | 2           | 0          |
| L. Staw          | 9           | -21         | 0           | 0           | 2                  | -2                 | 0                  | 0                  |               |               |               |               |             |             |             |             | 11       | -23    | 0           | 0          |
| E. Tønne         | 9           | 1           | 0           | 0           | -                  | -                  | -                  | -                  |               |               |               |               |             |             |             |             | 9        | 1      | 0           | 0          |
| Z. Valentin      | 24          | 1           | 4           | 0           | 3                  | 0                  | 1                  | 0                  |               |               |               |               |             |             |             |             | 27       | 1      | 5           | 0          |
| P. Vold Svendsen | 0           | 0           | 0           | 0           | 0                  | 0                  | 0                  | 0                  |               |               |               |               |             |             |             |             | 0        | 0      | 0           | 0          |
| V. Walnum Vinje  | 1           | 0           | 0           | 0           | 2                  | 0                  | 0                  | 0                  |               |               |               |               |             |             |             |             | 3        | 0      | 0           | 0          |